# Шрек завинаги
„Шрек завинаги“ или „Шрек 4“ (на английски: Shrek Forever After) е анимационен филм за Шрек, четвъртият и последен филм за героя. Филмът излиза на екран на 20 май 2010 г. Сценаристи са Джон Клауснер и Дарън Лемке, режисьор – Майк Мичъл. Основните герои са озвучени от актьорите, озвучавали ги и в предните филми. Сюжетът на анимацията е обявен на 23 февруари 2009 г. Филмът е предназначен за 3D киносалони, поддържащи формати като IMAX, Dolby 3D, RealD Cinema.